# Jason Sudeikis

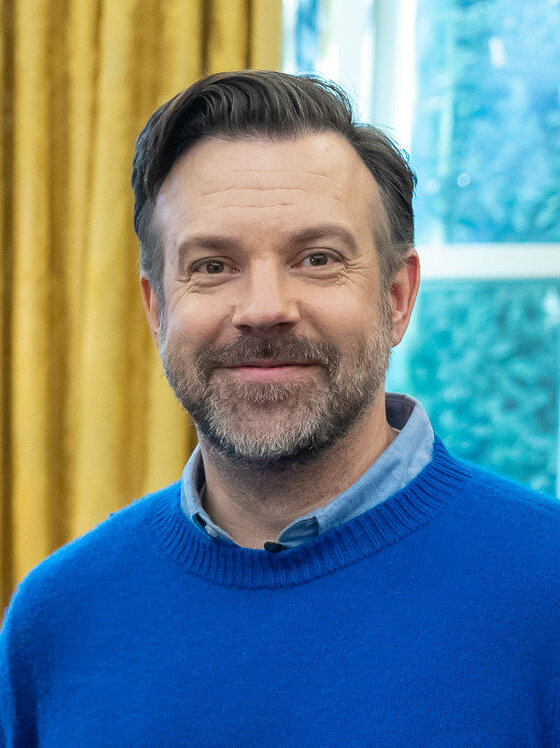
Jason Sudeikis (2023)

Daniel Jason Sudeikis (Aussprache: /sʊˈdeɪkɪs/ * 18. September 1975 in Fairfax, Virginia) ist ein US-amerikanischer Schauspieler und Komiker.

## Leben
Jason Sudeikis wurde im September 1975 in Fairfax im US-Bundesstaat Virginia geboren und wuchs mit zwei Schwestern in Overland Park in Kansas auf, wo er 1994 seinen High-School-Abschluss an der Shawnee Mission West High School machte. Seine väterlichen Vorfahren stammen aus Litauen, mütterlicherseits ist er deutscher und irischer Abstammung. Der Schauspieler George Wendt, bekannt als „Norm Peterson“ aus der Serie Cheers, war sein Onkel mütterlicherseits.
Im Jahr 2004 heiratete Sudeikis die Schauspielerin Kay Cannon; die Ehe wurde 2010 geschieden. Von Juli 2010 bis Januar 2011 war er mit der Schauspielerin January Jones liiert. Seit Ende 2011 waren Sudeikis und die Schauspielerin Olivia Wilde ein Paar. Gemeinsam haben sie einen Sohn (* 2014) und eine Tochter (* 2016). Im November 2020 gaben die beiden Schauspieler ihre Trennung bekannt.

## Karriere
Zu Beginn seiner Karriere in den 1990ern hatte Sudeikis kleinere Auftritte als Komiker und eine Nebenrolle im Fernsehfilm Alien Avengers II (1997). Im Jahr 2003 wurde er als Comedy-Autor für Saturday Night Live (SNL) engagiert und übernahm hin und wieder Statistenrollen in der Show. Später erhielt er auch größere Rollen in den Sketchen und war von 2006 bis 2013 Stamm-Mitglied des Comedy-Ensembles.
Parallel zu seiner Arbeit bei SNL drehte Sudeikis seit 2007 auch Kinofilme, darunter Semi-Pro, Love Vegas (beide 2008), Der Kautions-Cop (2010) mit Jennifer Aniston und Gerard Butler, sowie Alles erlaubt – Eine Woche ohne Regeln (2011) an der Seite von Owen Wilson.
Außerdem spielte Sudeikis von 2007 bis 2010 in einer wiederkehrenden Rolle bei 30 Rock.
Am 5. Juni 2011 moderierte er die MTV Movie Awards.
Seit 2020 übernimmt Sudeikis die Titelrolle in der Fernsehserie Ted Lasso. Dafür wurde er 2021 und 2022 jeweils als Mitproduzent und Hauptdarsteller der Serie mit insgesamt vier Emmys sowie zwei Golden Globe Awards ausgezeichnet.

## Filmografie

### Film
- 1997: Alien Avengers II (Fernsehfilm)
- 1999: Velocity (Fernsehfilm)
- 2007: Das 10 Gebote Movie (The Ten)
- 2007: Liebe lieber ungewöhnlich – Eine Beziehung mit Hindernissen (Watching the Detectives)
- 2007: Meet Bill
- 2008: Semi-Pro
- 2008: Love Vegas (What Happens in Vegas)
- 2008: The Rocker – Voll der (S)Hit (The Rocker)
- 2008: Bang Blow & Stroke (Kurzfilm)
- 2010: Der Kautions-Cop (The Bounty Hunter)
- 2010: Verrückt nach dir (Going the Distance)
- 2011: Alles erlaubt – Eine Woche ohne Regeln (Hall Pass)
- 2011: A Good Old Fashioned Orgy
- 2011: Kill the Boss (Horrible Bosses)
- 2011: Surviving a Horrible Boss (Kurzfilm)
- 2012: Die Qual der Wahl (The Campaign)
- 2013: Movie 43
- 2013: Drinking Buddies – Erwachsen werden ist schwer (Drinking Buddies)
- 2013: Epic – Verborgenes Königreich (Epic, Stimme)
- 2013: Wir sind die Millers (We’re the Millers)
- 2014: Kill the Boss 2 (Horrible Bosses 2)
- 2015: Sleeping with Other People
- 2015: Zurück im Leben (Tumbledown)
- 2016: Zeit für Legenden (Race)
- 2016: Mother’s Day – Liebe ist kein Kinderspiel (Mother’s Day)
- 2016: Rendezvous mit dem Leben (The Book of Love)
- 2016: Angry Birds – Der Film (The Angry Birds Movie, Stimme)
- 2016: Colossal
- 2016: Masterminds
- 2017: Permission
- 2017: Downsizing
- 2017: Kodachrome
- 2018: Next Gen – Das Mädchen und ihr Roboter (Next Gen, Stimme)
- 2018: Driven
- 2019: Booksmart
- 2019: Angry Birds 2 – Der Film (The Angry Birds Movie 2, Stimme)
- 2019: Lady Liberty (Kurzfilm)
- 2021: South of Heaven
- 2023: Fool’s Paradise

### Fernsehen
- 2003 bis 2013: Saturday Night Live (Sketch-Serie); ab 2003 als Autor; ab 2005 als Ensemble-Mitglied; 2021 als Gast-Moderator
- 2007: Wainy Days (Fernsehserie, Episode 1x08)
- 2007–2010: 30 Rock (Fernsehserie, 12 Episoden)
- 2008: The Line (Fernsehserie, 5 Episoden)
- 2008: Childrens’ Hospital (Fernsehserie, 2 Episoden)
- 2008–2012: Saturday Night Live: Weekend Update Thursday (Fernsehserie, 6 Episoden)
- 2009–2013: The Cleveland Show (Fernsehserie, 81 Episoden, Stimme)
- 2010–2011: It’s Always Sunny in Philadelphia (Fernsehserie, 2 Episoden)
- 2011, 2014: Portlandia (Fernsehserie, 2 Episoden)
- 2012–2013: Eastbound & Down (Fernsehserie, 6 Episoden)
- 2013: Robot Chicken (Fernsehserie, Episode 6x14, Stimme)
- 2013: Magic Eye Shark Movie (Fernsehserie, Episode 1x04)
- 2013: The Trunk (Fernsehserie, 5 Episoden)
- 2013: Applebee’s: Tasting is Believing (Werbefilm, Stimme)
- 2015: The Jay Z Story (SNL-Segment)[10]
- 2015–2018: The Last Man on Earth (Fernsehserie, 16 Episoden)
- 2016: Great Minds with Dan Harmon (Fernsehserie, Episode 1x03)
- 2016: Angry Birds: Bachelorette Sneak Peek Media Promotion (Werbefilm)
- 2016: Last Week Tonight with John Oliver (Fernsehserie, Episode 3x20)
- 2016–2017: Son of Zorn (Fernsehserie, 13 Episoden, Stimme)
- 2017: Detroiters (Fernsehserie, 2 Episoden)
- 2017: aka Wyatt Cenac (Miniserie, 6 Episoden)
- 2018: Sideswiped (Fernsehserie, Episode 1x01)
- 2018: I Love You, America (Fernsehserie, Episode 2x02)
- 2019: Live Stream (Werbefilm, Stimme)
- 2019: The Mandalorian (Fernsehserie, Episode 1x08 Kapitel 8: Erlösung)
- 2020: At Home with Amy Sedaris (Fernsehserie, Episode 3x05)
- 2020: Scooby-Doo und wer bist Du? (Scooby-Doo and Guess Who?, Fernsehserie, Episode 2x01)
- 2020–2023: Ted Lasso (Fernsehserie, 34 Episoden, Hauptrolle)
- 2021: Marvel’s Hit-Monkey (Fernsehserie, Stimme)

### Musikvideo
- 2008: The Lonely Island: Hero Song (Digital Short)
- 2008: The Lonely Island: Space Olympics (Digital Short)
- 2009: The Lonely Island: Like a Boss (Digital Short)
- 2021: Foo Fighters – Love dies young (Musikvideo)

## Auszeichnungen
Emmy
- 2021: Auszeichnung als Bester Hauptdarsteller in einer Comedyserie für Ted Lasso
- 2021: Auszeichnung für die Beste Comedyserie für Ted Lasso
- 2022: Auszeichnung als Bester Hauptdarsteller in einer Comedyserie für Ted Lasso
- 2022: Auszeichnung für die Beste Comedyserie für Ted Lasso
- 2023: Nominierung als Bester Hauptdarsteller in einer Comedyserie für Ted Lasso
- 2023: Nominierung für die Beste Comedyserie für Ted Lasso

Golden Globe
- 2021: Auszeichnung als Bester Serien-Hauptdarsteller – Komödie/Musical für Ted Lasso
- 2022: Auszeichnung als Bester Serien-Hauptdarsteller – Komödie/Musical für Ted Lasso

Screen Actors Guild Award
- 2021: Auszeichnung als Bester Hauptdarsteller in einer Comedyserie für Ted Lasso
- 2021: Nominierung für das Beste Schauspielensemble (gemeinsam mit der Besetzung) für Ted Lasso
- 2022: Auszeichnung als Bester Hauptdarsteller in einer Comedyserie für Ted Lasso
- 2022: Auszeichnung für das Beste Schauspielensemble (gemeinsam mit der Besetzung) für Ted Lasso
- 2024: Nominierung als Bester Hauptdarsteller in einer Comedyserie für Ted Lasso
- 2024: Nominierung für das Beste Schauspielensemble (gemeinsam mit der Besetzung) für Ted Lasso

Goldene Himbeere
- 2014: Nominierung für das Schlechteste Leinwandpaar (gemeinsam mit der Besetzung) für Movie 43

Satellite Award
- 2021: Auszeichnung für die Beste Fernsehserie (Komödie/Musical) für Ted Lasso
- 2021: Auszeichnung als Bester Hauptdarsteller – Fernsehserie (Komödie/Musical) für Ted Lasso